# Караманіди

36°38′00″ пн. ш. 32°53′00″ сх. д. / 36.633333333333° пн. ш. 32.883333333333° сх. д.
Караманіди (тур. Karamanoğulları) — династія, що походила від Нуре Суфі з туркменського племені качар. Спершу Караманіди були васалами Конійського султанату, а з 1286 року — безпосередньо ільханів та мамлюків. У XIV столітті стали самостійними, підкоривши собі Центральну й Південну Анатолію.

## Правителі
- Бунсуз, син Нуре Суфі, амір-і джандар Конійського султанату 1256–1261
- Караман, син Нуре Суфі, улубей Караману 1256–1261
- Шемс ед-Дін Мехмет, син Карамана, улубей Караману 1261–1277, улувазір Конійського султанату 1277
- Гюнері, син Шемс ед-Дін Мехмета, улубей Караману 1277–1286, бейлербей Караману 1286–1300
- Бадр ед-Дін Махмут, син Шемс ед-Дін Мехмета, бейлербей Караману 1300–1308
- Яхші-хан, син Бадр ед-Дін Махмута, бейлербей Караману 1308–1317
- Сулейман, син Бадр ед-Дін Махмута, бейлербей Караману 1317
- Бадр ед-Дін Ібрагім, син Бадр ед-Дін Махмута, бейлербей Караману 1317–1341
- Хаджі Суфі Бурхан ед-Дін Муса, син Бадр ед-Дін Махмута, бейлербей Караману 1341–1345, 1352–1355
- Ала ед-Дін Халіл, син Бадр ед-Дін Махмута, бейлербей Караману 1345–1349
- Фахр ед-Дін Ахмет, син Бадр ед-Дін Ібрагіма, бейлербей Караману 1349
- Шемс ед-Дін, син Бадр ед-Дін Ібрагіма, бейлербей Караману 1349–1352
- Сейф ед-Дін Сулейман, син Ала ед-Дін Халіла, бейлербей Караману 1355–1381
- Ала ед-Дін Алі, син Ала ед-Дін Халіла, бейлербей Караману 1381–1391

1391 — османська окупація.
1403 — відновлення держави Тимуром.
- Насир ед-Дін Мехмет, син Ала ед-Дін Алі, бейлербей Караману 1403–1419, 1421–1424
- Ала ед-Дін Алі, син Ала ед-Дін Алі, бейлербей Караману 1419, 1424

1419–1421 — мамлюкська окупація.
- Тадж ед-Дін Ібрагім, син Насир ед-Дін Мехмета, бейлербей Караману 1424–1463
- Ісхак, син Тадж ед-Дін Ібрагіма, бейлербей Караману 1463–1464
- Пір Ахмет, син Тадж ед-Дін Ібрагіма, бейлербей Караману 1464–1474
- Касим, брат Пір Ахмета, бейлербей Караману 1469–1483

1483 — володіння династії завойовані османами.

### Гілка в Алайї (Аланья)
Беї правили в Алайї (Аланья) як гілка роду Караманогуллари. Відомо, що з 1293 року там правив Меджмеддін Махмуд.
1366 року було відбито спробу лицарів королівства Кіпр захопити місто.
Караманбін Савджи 1427 року потрапив у залежність від мамлюків. Зрештою, 1471 року Гедик Ахмет-паша, заволодівши Алайє, приєднав його до земель Османської держави.